# Myrmeleon lagopus
Myrmeleon lagopus är en insektsart som beskrevs av Gerstaecker 1894. Myrmeleon lagopus ingår i släktet Myrmeleon och familjen myrlejonsländor. Inga underarter finns listade i Catalogue of Life.